# Moutarde (condiment)
Pour les articles homonymes, voir Moutarde.

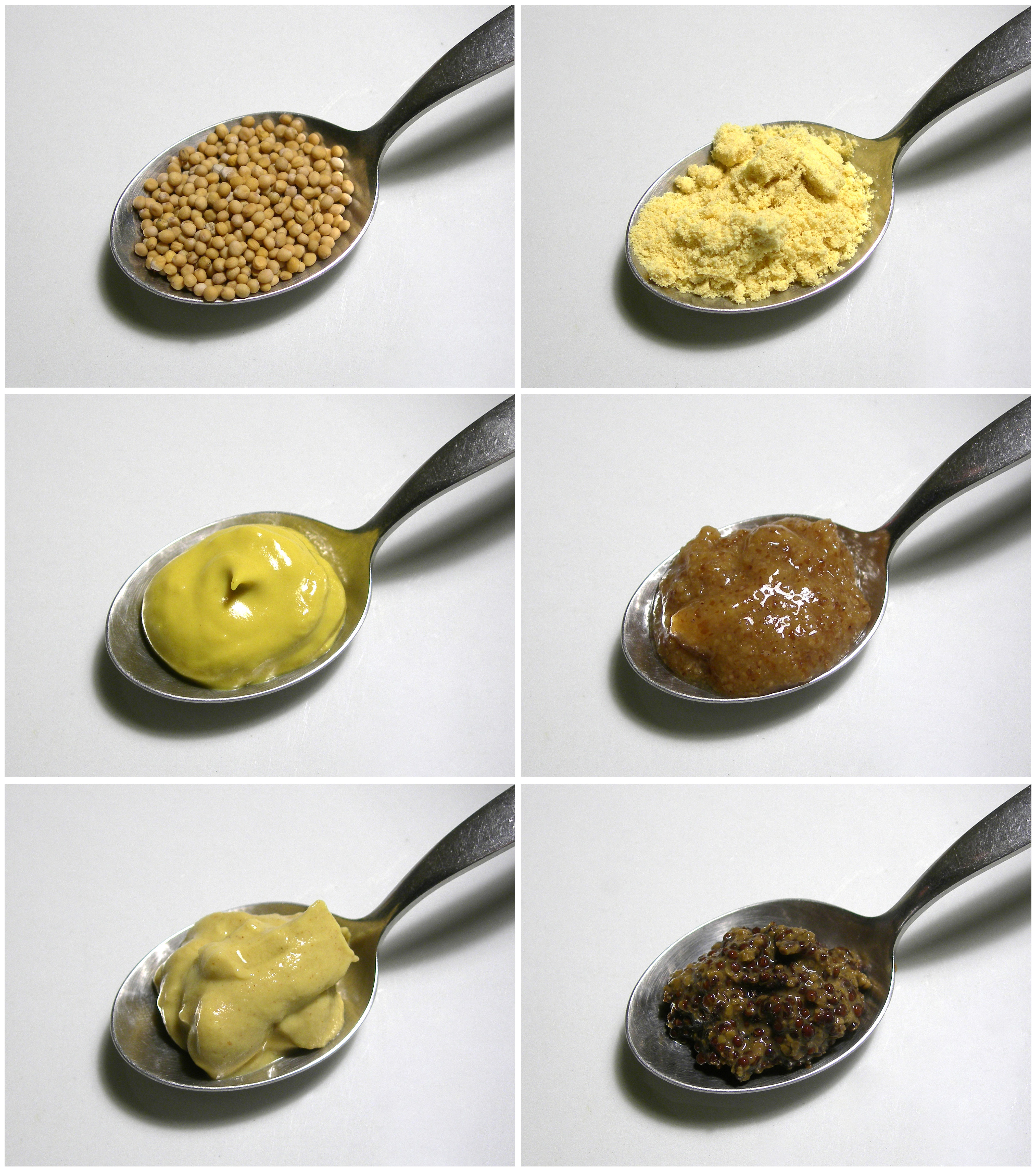
Plusieurs cuillères remplies de moutarde. De haut en bas et de gauche à droite : graines de moutarde blanche, moutarde blanche moulue, moutarde de table colorée au curcuma, moutarde douce bavaroise, moutarde de Dijon, moutarde française à l'ancienne.

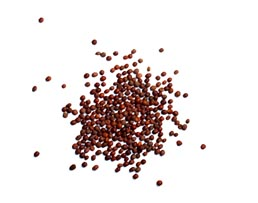
Graines de moutarde brune.

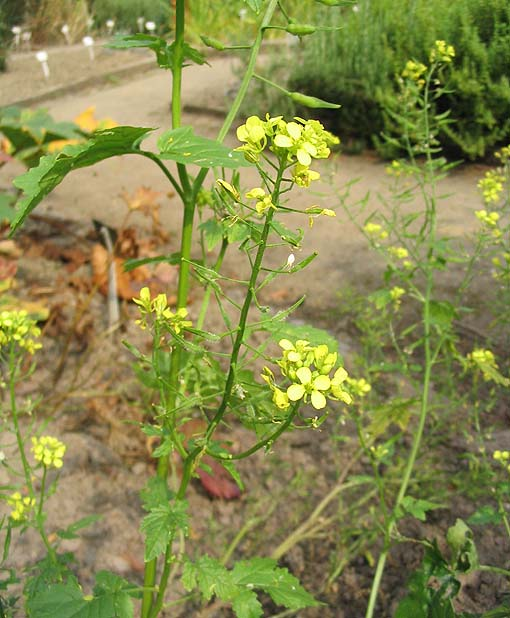
Plant de moutarde blanche.

La moutarde (du latin mustum ardens, « moût ardent ») est un condiment préparé à partir des graines d'une plante de la famille des Brassicaceae, appelée aussi moutarde. Ces graines sont petites, d'un diamètre approximatif de 1 mm. Leur coloration varie entre le blanc jaunâtre et le noir selon les espèces et participe à la teinte du condiment.
La moutarde est répandue dans plusieurs cuisines régionales et continentales. Parmi l'ensemble des épices et condiments, la moutarde est le troisième produit le plus consommé dans le monde après le sel et le poivre. En Inde, les graines de moutarde sont souvent cuites entières pour donner une saveur particulière à l'huile. L'huile extraite des graines est utilisée pour la cuisine au Bengale.
En France, le condiment connu sous le nom de moutarde est constitué des graines (en particulier de moutarde blanche), souvent réduites en farine et mélangées à du verjus. D'autres ingrédients peuvent être ajoutés, par exemple du sucre, du miel, du vin, du vinaigre ou du lait. La liste des ingrédients autorisés en France pour les moutardes figure dans le décret 2000-658. Les graines entières peuvent être submergées de liquide avant le meulage pour fabriquer de la moutarde en grains dite à l'ancienne.

## Origine du goût «piquant»
Les graines de moutarde contiennent naturellement des molécules de sinigrine et de myrosine (substances également présentes dans la racine de raifort). Sous l'effet du broyage et du mélange avec l'eau au cours de la préparation de la moutarde, une réaction chimique crée de l’isothiocyanate d’allyle, qui est une molécule organo-sulfurée.
Lors du passage de la moutarde dans la bouche, cette molécule entre en contact avec les cellules sensorielles de la langue, ce qui donne du goût. Lorsque cette molécule volatile atteint le palais et le traverse, elle stimule le nerf trijumeau, ce qui provoque une sensation plus violente, désagréable, ressentie dans la gorge et le nez, source de l'expression : la « moutarde qui monte au nez ».

## Différents types de moutardes

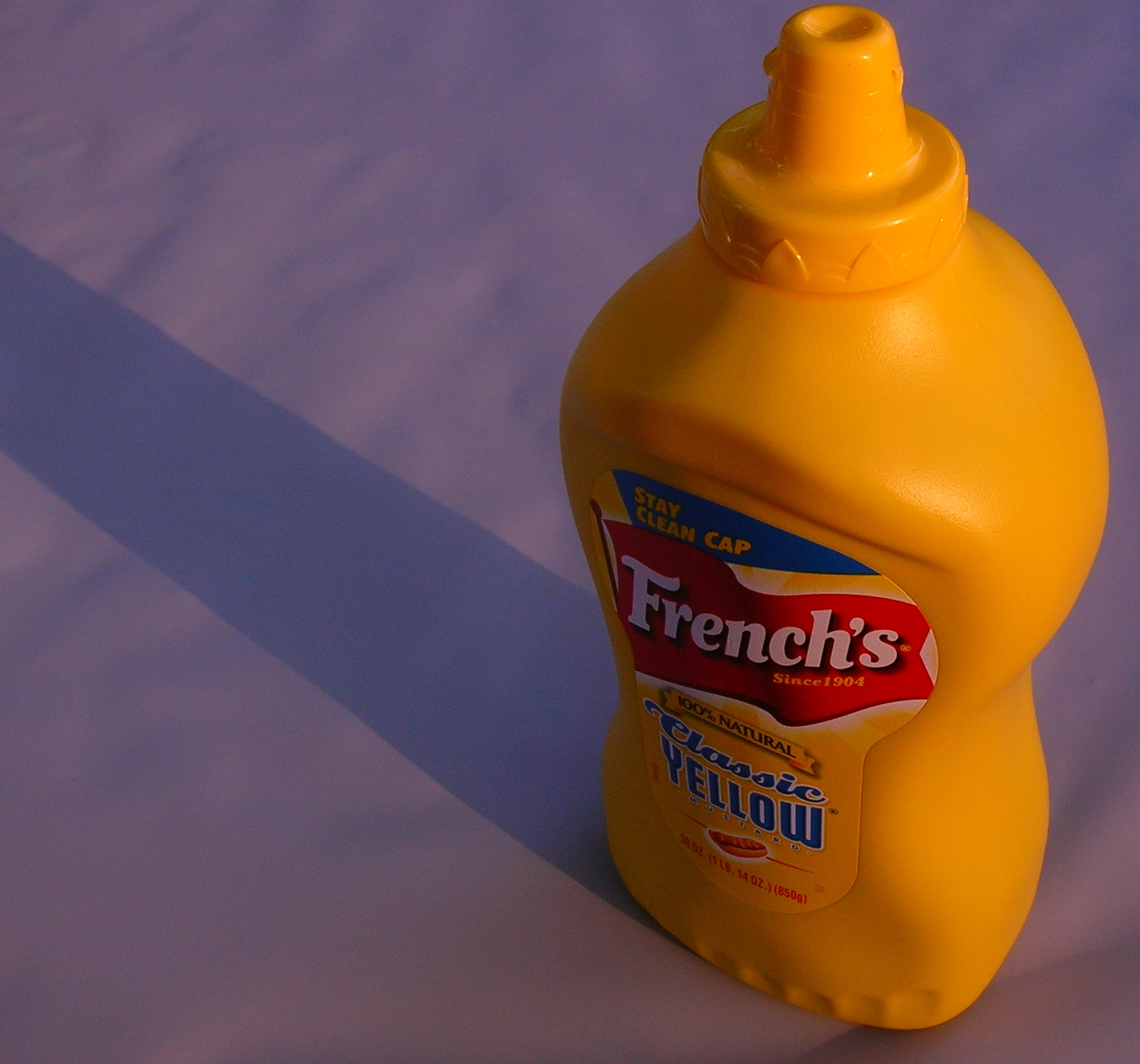
Contenant à presser de moutarde jaune des États-Unis de marque French's.

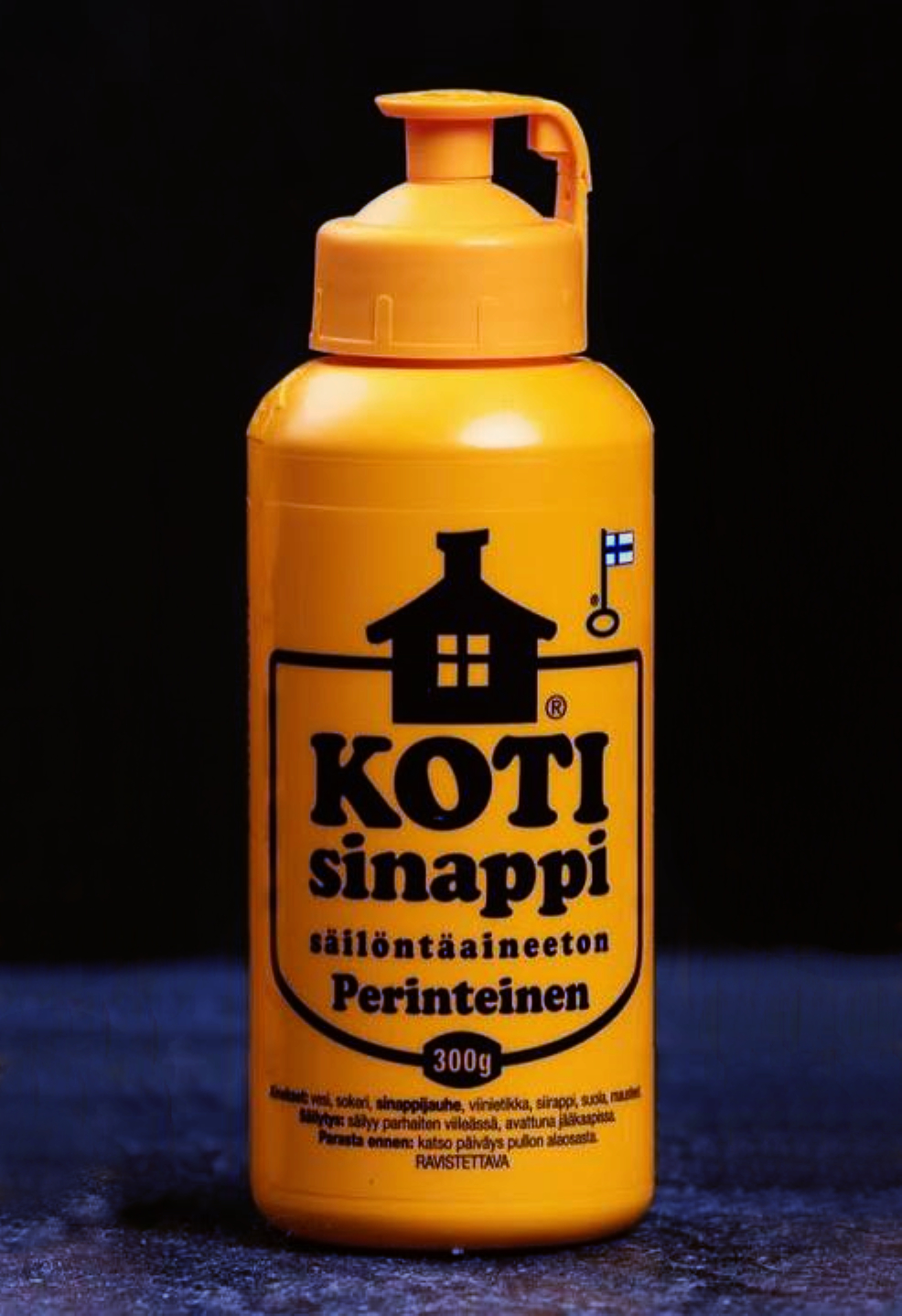
Kotisinappi (« moutarde domestique », une moutarde finlandaise).

Selon les langues, ce condiment peut être désigné soit par un cognat du mot sénevé, qui en français désigne la plante (ex. : aragonais senabe, basque ziape, croate senf, danois sennep, finnois sinappi), soit par un cognat du français moutarde (ex. : anglais mustard, espagnol mostaza, hongrois mustármag, luxembougeois moschterd, néerlandais mosterd), soit même par les deux (ex. : allemand Mostert / Senf, italien senape / mostarda). Dans ce dernier cas les deux mots ne sont pas toujours synonymes (Mostert est la moutarde de Dusseldorf tandis que Senf est en allemand le terme générique ; en italien senape est la moutarde forte par opposition à mostarda).
- Moutarde allemande (Süßer Senf). Il y a trois sortes de moutarde dont la Mostert de Düsseldorf, appelée aussi moutarde anglaise, qui est très relevée, la moutarde bavaroise qui est parfois appelée à tort, moutarde américaine, car elle se rapproche de ce qu'on appelle en Amérique du Nord, moutarde jaune (Yellow mustard) ou moutarde préparée (prepared mustard). Cette dernière moutarde est assez douce et elle est faite à partir de graines de moutarde, de sel, d'épices, d'acidifiants, de curcuma et de sucre. Partout, elle accompagne les fameuses saucisses bavaroises. Enfin, il y a la moutarde de l'est qui est plus claire et moins forte.
- Moutarde jaune. C'est la moutarde la plus communément utilisée en Amérique du Nord. Cette moutarde nord-américaine est également vendue sous le nom de « moutarde préparée » et elle est aussi communément appelée « moutarde à hot-dog » ou « moutarde baseball »[3] par les francophones d'Amérique. Elle aurait été introduite en 1904 par George J. French sous le nom de Cream salad mustard, ce qui signifie « moutarde pour sauce à salade ». En Amérique du Nord, la moutarde jaune n'est pas seulement utilisée pour garnir les hot-dogs, mais également les sandwichs, les bretzels, les hamburgers, le saucisson de Bologne, etc. C'est aussi un ingrédient de nombreuses salades de pommes de terre, de sauces barbecue et de vinaigrettes.

En Europe, où elle est peu distribuée, elle s'appelle généralement « moutarde américaine ». Son nom est traduit dans les différentes langues vernaculaires — par exemple en Autriche, elle est appelée Amerikanischer Senf — et elle s'assimile quelque peu à la moutarde bavaroise. Toutefois elle est d'un jaune plus vif et elle est considérée comme étant beaucoup plus douce et quelque peu plus vinaigrée, car elle est faite avec des graines de moutarde, du vinaigre blanc, du sel, du curcuma et du sucre.
- Moutarde de Dijon. C'est une moutarde forte dont plusieurs déclinaisons existent. Elle est faite à partir de graines de moutarde noire et de moutarde brune en majorité, de vinaigre ou de verjus (jus de raisin vert), de sel et d'acide citrique. Elle accompagne toutes les viandes. Contrairement à la croyance, l'appellation moutarde de Dijon ne correspond pas à une origine géographique ; seulement à un procédé de fabrication[4],[5]. Elle est habituellement fabriquée avec des graines importées du Canada. L'appellation étant ancienne et donc non protégeable, c'est la raison pour laquelle les producteurs de Bourgogne ont créé la moutarde de Bourgogne IGP.
- Moutarde de Bourgogne IGP. La moutarde de Bourgogne est une moutarde forte ou extra-forte au vin blanc, de couleur jaune clair avec une texture épaisse, homogène et onctueuse. Elle est produite avec un vin blanc d’appellation d’origine contrôlée produit en Bourgogne viticole. Il s'agit de vins blancs secs élaborés à partir des cépages traditionnels de la Bourgogne, l'Aligoté et le Chardonnay. Ils sont caractéristiques par leur puissance aromatique et leur longueur en bouche. Ces caractéristiques lui confèrent une odeur forte et typée de vin blanc de Bourgogne, un piquant intense et un goût prononcé de vin blanc de Bourgogne. La moutarde de Bourgogne est produite dans les quatre départements composant la région Bourgogne (Côte d’Or, Nièvre, Saône et Loire et Yonne). Le stockage des graines et la production (transformation) de la pâte de moutarde doivent obligatoirement être réalisés dans l’aire géographique. La culture des graines de moutarde est réalisée dans une zone plus restreinte à l’intérieur de la Bourgogne[6].
- Moutarde de grains à l'ancienne. Faite à partir de graines de moutarde entières, de sel, d'épices et d'acidifiants, les graines lui donnent une texture granuleuse et elle est souvent plus douce que la moutarde de Dijon. La moutarde de Meaux en est un exemple, elle est attestée depuis le XVIIIe siècle[7].
- Moutarde en grains pimentée. C'est une moutarde forte, faite à partir de graines de moutarde entières, de sel, d'épice, d'acidifiants et de piments. Certains la consomment avec de la viande froide. Les graines lui donnent un aspect   granuleux et le piment, un goût relevé.
- Moutarde douce. C'est une moutarde douce, faite à partir de graines de moutarde, de sel, d'épices, d'acidifiants, de vinaigre de malt, de sucre, de caramel et de fines herbes. Elle se distingue par sa saveur sucrée.
- Moutarde au cassis. C'est une variante au cassis de la moutarde de Dijon. Elle accompagne particulièrement les gibiers.
- Moutarde aux algues. La laitue de mer et la dulse fraîches sont intégrées dans une base de moutarde de Dijon composée de graines de moutarde, de vinaigre d'alcool, d'eau et de sel marin. La quantité d'algues fraîches est de 25 %.
- Moutarde à l'estragon. C'est une variante à l'estragon de la moutarde de Dijon. Elle accompagne le poulet et toute viande froide.
- Moutarde au basilic. C'est une variante au basilic de la moutarde de Dijon.
- Moutarde aux fines herbes. C'est une moutarde faite à partir de graines de moutarde entières, de sel, d'épices, d'acidifiants, de vinaigre de vin blanc, de sucre, de persil, de coriandre, et de fines herbes. Certains la consomment avec de la viande froide.
- Moutarde aux noix. C'est une variante aux noix de la moutarde de Dijon.
- Moutarde provençale. C'est une moutarde fine et forte, faite à partir de graines de moutarde, de sel, d'épices, d'acidifiants, d'ail, de poivron rouge, de vin blanc, d'acide citrique, d'huile et de fines herbes. Elle accompagne toutes les viandes.
- Moutarde à la tomate. C'est une moutarde douce, faite à partir de graines de moutarde entières, de sel, d'épices, d'acidifiants, de tomates séchées, de vinaigre de vin et de sucre.
- Moutarde à la violette. C'est une moutarde douce, faite à partir de graines de moutarde, de sel, d'épices, d'acidifiants et de suc de violette. C'est une spécialité du sud-ouest de la France.
- Moutarde au miel. C'est une moutarde sucrée, faite à partir de graines de moutarde, de sel, d'épices, d'acidifiants et de miel.
- Moutarde violette de Brive, fabriquée uniquement à Brive-la-Gaillarde en Corrèze. C'est une moutarde faite à partir de graines de moutarde et de moût de raisin (jus de raisin non fermenté). Elle se consomme avec du boudin noir, un petit salé ou une viande froide. Elle connut son heure de gloire grâce au pape Clément VI qui, originaire de Corrèze et nostalgique de la moutarde violette de son enfance, fit venir en Avignon un moutardier corrézien, messire Jaubertie de Turenne et le nomma « grand moutardier du pape ».
- Moutarde de Bénichon. C'est une préparation qui rappelle plutôt la confiture. Elle est faite à partir de farine de moutarde, de sucre, de cannelle, d'anis, de clous de girofle, de vin blanc, de fleur de farine de blé et de vin cuit. La moutarde de Bénichon est consommée durant la Bénichon, fête populaire dans certaines régions de Suisse romande. Elle se consomme usuellement sur une tranche de cuchaule, sorte de brioche parfumée au safran.
- Moutarde italienne. C'est de la moutarde avec de la cannelle et des fruits confits.

85 % des graines servant à faire de la moutarde en France sont importées du Canada.

## Histoire en France
L'agronome romain Columelle est le premier à donner une recette au Ier siècle dans son De re rustica (XII, 55). Apicius, au IVe siècle, en fournit aussi une recette dans De re coquinaria. Introduite sous le nom de mustum ardens (moût brûlant) par les Romains en Gaule, elle était préparée en la délayant avec du moût de raisin. Les premières mentions écrite de recettes de moutarde en France remontent au XIIIe siècle.
En France, la moutarde était produite dans toutes les régions viticoles autour de Bordeaux, de Tours et de Reims, Dijon, grâce au vinaigre entrant dans la composition avec les graines de moutarde broyées, verjus et aromates tenus secrets. Dès le XIVe siècle, la Bourgogne s'en fait une spécialité.

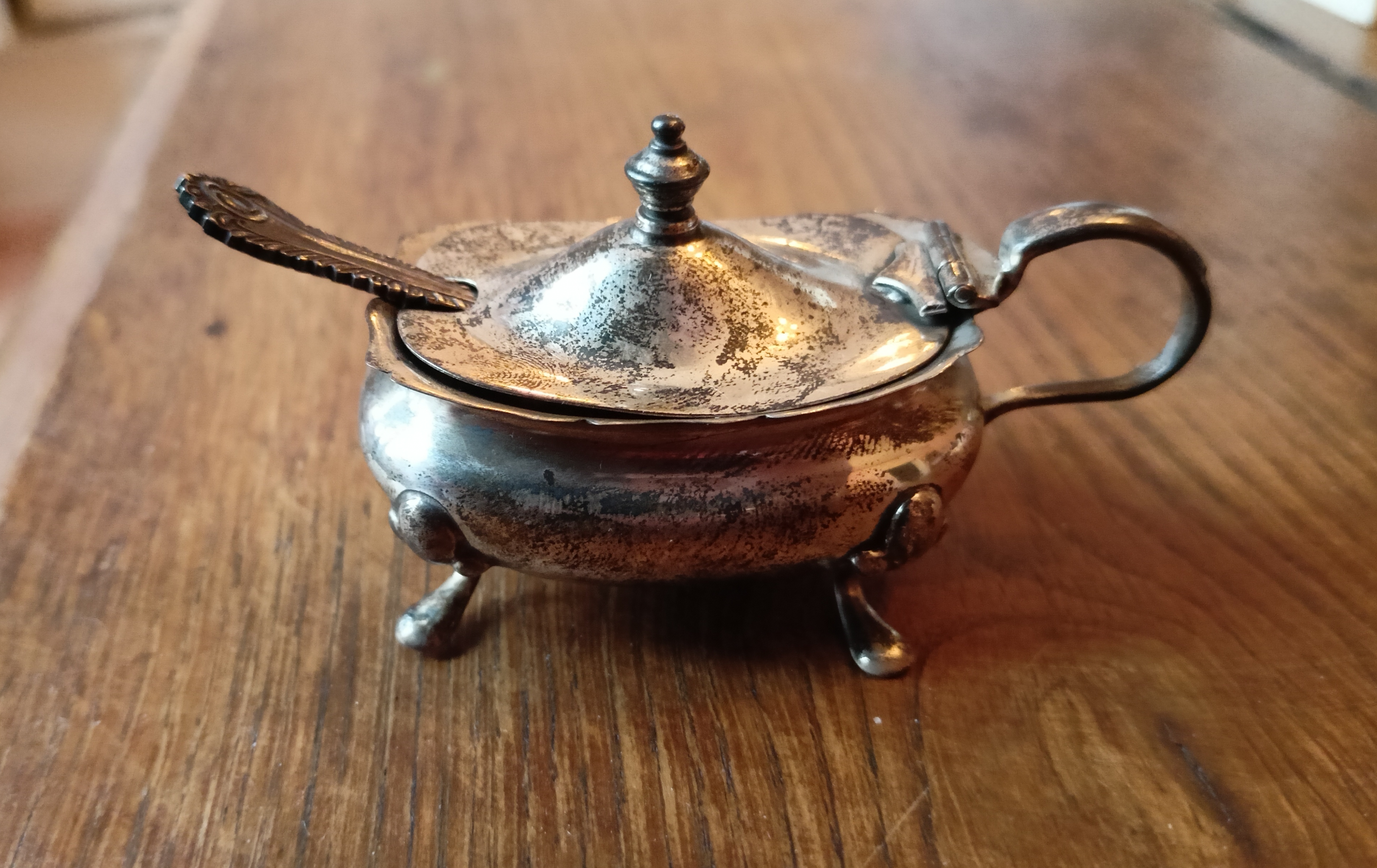
Moutardier en argent.

Dans la Brie à Meaux l'industrie meunière importante due aux meules venues des carrières locales a permis l'établissement de nombreux moutardiers.
Les pots de moutarde, qui constituent un thème de collection prisé, étaient de petits pots en grès blanc, fermés à l'origine par un bouchon épais en liège, lui-même recouvert d'une capsule en étain, scellée à la cire. Il existait aussi des distributeurs de moutarde au comptoir, auprès desquels la ménagère venait remplir son récipient.
La moutarde connut un certain succès en France au XVIIIe siècle ; elle figure dans les écrits de quelques grands penseurs de l'époque, notamment Voltaire, qui l'utilise comme satire contre le cléricalisme dans une phrase assez méconnue : « À choisir, j'aurais plus confiance dans une vieille bigote à la moutarde que dans un pot de moutarde à la bigote. »
En 1937 eut lieu un fameux procès opposant deux moutardiers parisiens à deux moutardiers dijonnais, au sujet de l'appellation « moutarde de Dijon ». La Cour de cassation statua que l'appellation correspondait à une recette et non à un terroir. Ainsi, apparurent par exemple des pots libellés : Bornibus Paris France Moutarde de Dijon au vinaigre fin.
Après la Seconde Guerre mondiale, il y avait, en France, quelque cent soixante fabricants de moutarde. En 2002, il n'en restait plus que six. La dernière moutarderie alsacienne, Alelor, fondée en 1873, est située à Mietesheim dans le Bas-Rhin. En Bourgogne, l'entreprise Fallot fondée en 1840 et basée à Beaune, est la dernière moutarderie familiale et indépendante.

### Ralentissement de la fabrication, pénurie de moutarde en France en 2022 et relance de la production
La France a interdit depuis 2019 l'épandage d'insecticides sur les grains de moutarde, « une mesure jugée désastreuse par de nombreux producteurs, qui assurent que l'utilisation de ces pesticides ne nuisait pas aux insectes pollinisateurs ». Ainsi, en 2020, les champs de moutarde « sont victimes de la sécheresse mais aussi et surtout de l'interdiction des insecticides. » En Côte-d'Or, les agriculteurs avaient prévu de fournir 15 000 tonnes de graines ; cette année, ils seront difficilement capables d'en proposer 5 000 tonnes. L'altise, un coléoptère sauteur, fait des ravages en France.
En 2022, le secteur de la moutarde fait face à des pénuries. La moutarde est de plus en plus absente des rayons des supermarchés français et son prix aurait augmenté de 9 % en un an. Parmi les raisons invoquées, viennent la baisse des exportations canadiennes divisées par deux en trois ans en raison d’une vague de chaleur ayant frappé ce pays en juillet 2021, ainsi que la guerre en Ukraine, l’Ukraine et la Russie, figurant parmi les exportateurs les plus importants de ces graines. 32 000 tonnes de graines de moutarde sont nécessaires à la production française. L'interdiction d'épandage d'insecticides a pour conséquence que les agriculteurs français se désintéressent de plus en plus de la production jugée trop peu rentable des grains de moutarde trop vulnérables aux insectes. En 2022, environ 250 agriculteurs français cultivent la moutarde contre 350 cinq ans plus tôt.
Certains agriculteurs — tant dans la région de production historique de Dijon qu’ailleurs en France, comme en Charente-Maritime —, qui ne produisaient pas initialement de moutarde, profitent de la montée des prix et de la vulnérabilité des approvisionnements internationaux pour entamer sa culture. Cette relance se fait souvent en bio, et des expérimentations sont menées pour lutter contre les altises et les méligèthes sans pesticide, en semant, par exemple, la moutarde avec d’autres plantes comme les lentilles afin d’attirer les auxiliaires. La rapidité de cette relance permet à Luc Vandermaesen, directeur général de l’entreprise Reine de Dijon, troisième fabricant français de moutarde condiment, d’affirmer qu’« on espère doubler nos productions en 2023. D’ici deux ou trois ans, les Français auront dans leur assiette 100 % de moutarde française. ».

## Chiffres de la production agricole de graines de moutarde
| Production en tonne de graines de moutarde. Chiffres 2016 Données de FAOSTAT (FAO) | Production en tonne de graines de moutarde. Chiffres 2016 Données de FAOSTAT (FAO) | Production en tonne de graines de moutarde. Chiffres 2016 Données de FAOSTAT (FAO) | Production en tonne de graines de moutarde. Chiffres 2016 Données de FAOSTAT (FAO) |
| ---------------------------------------------------------------------------------- | ---------------------------------------------------------------------------------- | ---------------------------------------------------------------------------------- | ---------------------------------------------------------------------------------- |
| Canada                                                                             | 250 500                                                                            | 35 %                                                                               |                                                                                    |
| Népal                                                                              | 171 499                                                                            | 24 %                                                                               |                                                                                    |
| Russie                                                                             | 72 993                                                                             | 10 %                                                                               |                                                                                    |
| Birmanie                                                                           | 48 384                                                                             | 7 %                                                                                |                                                                                    |
| États-Unis                                                                         | 43 670                                                                             | 6 %                                                                                |                                                                                    |
| Ukraine                                                                            | 35 580                                                                             | 5 %                                                                                |                                                                                    |
| Autres pays                                                                        | 94 753                                                                             | 13 %                                                                               |                                                                                    |
| Total                                                                              | 717 379                                                                            | 100 %                                                                              |                                                                                    |

| Production en tonne de graines de moutarde. Chiffres 2017 Données de FAO reprises par Les Échos | Production en tonne de graines de moutarde. Chiffres 2017 Données de FAO reprises par Les Échos | Production en tonne de graines de moutarde. Chiffres 2017 Données de FAO reprises par Les Échos | Production en tonne de graines de moutarde. Chiffres 2017 Données de FAO reprises par Les Échos |
| ----------------------------------------------------------------------------------------------- | ----------------------------------------------------------------------------------------------- | ----------------------------------------------------------------------------------------------- | ----------------------------------------------------------------------------------------------- |
| Népal                                                                                           | 159 710                                                                                         | 28,3%                                                                                           |                                                                                                 |
| Canada                                                                                          | 121 600                                                                                         | 21,6%                                                                                           |                                                                                                 |
| Russie                                                                                          | 98 319                                                                                          | 17,4%                                                                                           |                                                                                                 |
| Birmanie                                                                                        | 42 760                                                                                          | 7,6%                                                                                            |                                                                                                 |
| Ukraine                                                                                         | 31 000                                                                                          | 5,5%                                                                                            |                                                                                                 |
| États-Unis                                                                                      | 27 330                                                                                          | 4,8%                                                                                            |                                                                                                 |
| Chine                                                                                           | 18 415                                                                                          | 3,3%                                                                                            |                                                                                                 |
| Kazakhstan                                                                                      | 15 121                                                                                          | 2,7%                                                                                            |                                                                                                 |
| France                                                                                          | 14 160                                                                                          | 2,5%                                                                                            |                                                                                                 |
| République tchèque                                                                              | 9 542                                                                                           | 1,7%                                                                                            |                                                                                                 |
| Autres pays (14 suivants)                                                                       | 25 789                                                                                          | 4,6%                                                                                            |                                                                                                 |
| Total                                                                                           | 563 746                                                                                         | 100%                                                                                            |                                                                                                 |